# Seven Days
Seven Days (セブンデイズ Sebun Deizu?) es una serie de manga de género yaoi escrita por Benio Tachibana e ilustrada por Rihito Takarai. Fue serializada en la revista Craft de la editorial Taiyō Tōshō desde el 1 de septiembre de 2007 hasta el 1 de junio de 2009, finalizando con dos volúmenes publicados. Una película de acción real fue estrenada el 6 de junio de 2015.

## Argumento
Yuzuru Shino es un estudiante de tercer año en la prestigiosa Academia Hōka que a pesar de ser popular entre las chicas, siempre es dejado por sus novias debido a que nunca resulta ser lo que ellas habían esperado que era. Tōji Seryō, un popular estudiante de primer año y kōhai de Yuzuru en el club de tiro con arco, también atrae la atención de todas las chicas en el instituto y es famoso por aceptar salir con cualquiera que se lo pida. Sin embargo, según cuentan los rumores, rompe con ellas cuando ha pasado una semana y no ha logrado enamorarse. Un lunes, Yuzuru es la primera persona en encontrarse con Seryō y, curioso por saber si los rumores eran ciertos, le pide a este que salga con él durante esa semana. Para su gran sorpresa, Seryō acepta y lo que comenzó como una broma para Yuzuru pronto toma un giro muy distinto conforme transcurren los siete días.

## Personajes
Yuzuru Shino (篠 弓弦 Shino Yuzuru?)
Voz por: Jun Fukuyama (CD drama)
Es un estudiante de tercer año que ingresó a la Academia Hōka gracias a una beca de tiro con arco. A pesar de su buena apariencia y aire estoico, su personalidad es descuidada, descortés y directa. Debido a esto, las chicas que lo invitan a salir se decepcionan y lo abandonan tras darse cuenta de que no era la persona que pensaban. Invitó a salir a Seryō por impulso y creyendo que este lo rechazaría, sin imaginarse que de hecho aceptaría.
Tōji Seryō (芹生 冬至 Seryō Tōji?)
Voz por: Yūichi Nakamura (CD drama)
Un estudiante de primer año y miembro del club de tiro con arco, aunque casi nunca asiste a las prácticas. Todos los lunes acepta salir con la primera persona que se le confiese, pero al final de la semana romperá con dicha persona si no ha logrado enamorarse. A pesar de su manera abrupta de terminar relaciones, conserva su popularidad porque es totalmente leal a su pareja de la semana.
Arisa Koike (小池 ありさ Koike Arisa?)
Es una compañera de clase y amiga de Yuzuru. Salió con Seryō durante una semana en mayo.
Shino Mori (森 紫乃 Mori Shino?)
Es la novia del hermano mayor de Seryō, con quien tuvo un breve romance. Seryō insiste en que haga las paces con su hermano y debido a que comparte nombre con Yuzuru, Seryō no puede llamar a este por su apellido y en cambio lo hace por su nombre.

## Media

### Manga
Escrito por Benio Tachibana e ilustrado por Rihito Takarai, el manga fue serializado en la revista Craft de Taiyō Tōshō desde el 1 de septiembre de 2007 hasta el 1 de junio de 2009, siendo recopilado en dos volúmenes tankōbon. Ha sido licenciado para su publicación en Estados Unidos por Digital Manga Publishing, en Francia por Taifu Comics, en Polonia por Kotori, en Taiwán por Sun Ho Culture y en España por Ediciones Tomodomo.

### CD dramas
Entre marzo de 2008 y octubre de 2009, fueron lanzados dos CD dramas basados en el manga, cada uno de los cuales adapta los dos tomos. Yūichi Nakamura interpretó a Seryō y Jun Fukuyama a Yuzuru.

### Película
Una película de acción real basada en el manga fue estrenada el 6 de junio de 2015. Cuenta con la dirección de Kenji Yokoi y guion de Natsuko Takahashi. Es protagonizada por Tomoki Hirose y Takeshi James Yamada en los roles de Seryō y Yuzuru, respectivamente.